# تعدد النمط الظاهري

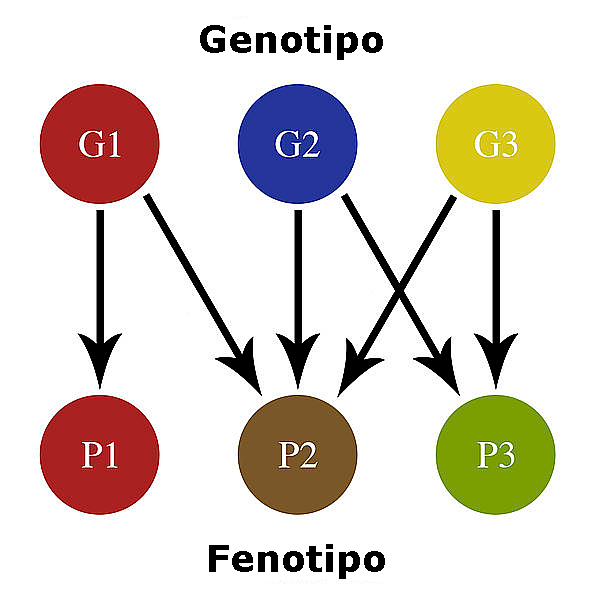

تعدد النمط الظاهري أو تَعَدُد الأشكال أو تعدد التأثير الوراثي (بالإنجليزية: Pleiotropy)‏ هي حالة وراثية غَير اعتيادية تَتضمن وجود اثنتان أو أكثر من العلامات والآثار الشكلية غير المترابطة والتي تنتج عن اضِطرابات الجين الواحد "single gene disorders" .

## أمثلة
1. الأورام العصبية الليفية (Neurofibromatosis)، التي تتضمن فرط تَصبغ للجلد.
2. أورام الجهاز العصبي المركزي.
3. الأورام الليفية العصبية.

## المَراجع
1. ↑  "Al-Qamoos القاموس - English Arabic dictionary / قاموس إنجليزي عربي". www.alqamoos.org. مؤرشف من الأصل في 2017-08-02. اطلع عليه بتاريخ 2017-08-02.
2. ↑  "LDLP - Librairie Du Liban Publishers". ldlp-dictionary.com. مؤرشف من الأصل في 2017-08-02. اطلع عليه بتاريخ 2017-08-02.
3. ↑  "LDLP - Librairie Du Liban Publishers". ldlp-dictionary.com. مؤرشف من الأصل في 2017-08-02. اطلع عليه بتاريخ 2017-08-02.